# Ton Lokhoff
Ton Lokhoff est un footballeur néerlandais né le 25 décembre 1959, reconverti en entraîneur.
Il a effectué la plus grande partie de sa carrière au NAC Breda, club de sa ville natale.
Joueur indispensable du PSV Eindhoven, il a également joué deux saisons en France au Nîmes Olympique
Il a également été sélectionné plusieurs fois en équipe nationale des Pays-Bas.
Après sa carrière de joueur, il a entrainé le NAC Breda de 2003 à 2006, et de 2006 à 2009 l'Excelsior Rotterdam.
En septembre 2009 il est nommé adjoint de Huub Stevens, l'entraîneur du Red Bull Salzbourg.

## Palmarès
- Champion des Pays-Bas : 1986 avec PSV Eindhoven
- Vainqueur de la coupe des Pays-Bas : 1988 avec Feyenoord Rotterdam